# Psaumis fossulata
Psaumis fossulata is een krabbensoort uit de familie van de Xanthidae. De wetenschappelijke naam van de soort is voor het eerst geldig gepubliceerd in 1859 door Girard.